# (29382) 1996 HM16
A (29382) 1996 HM16 a Naprendszer kisbolygóövében található aszteroida. Eric Walter Elst fedezte fel 1996. április 18-án.